# House of Lords
House of Lords — американський рок-гурт, що сформувався у 1987 колишніми учасниками колективу Angel та клавішником Грегом Гуффрією.

## Склад
Поточні учасники
- Джеймс Крістіан — провідний вокал, гітара, клавіші (1988—1993, 2000–дотепер)
- Джимі Белл — електрогітара (2005–дотепер)
- Бі. Джі. Зампа — барабани, задній вокал (2005–дотепер)
- Кріс Трістрам — бас-гітара (2016–дотепер)

Колишні учасники
- Грег Гуффрія — клавіші, задній вокал (1987—1993, 2000—2004, 2006)
- Кен Мері — барабани, задній вокал (1987—1991, 2000—2005)
- Чак Райт — бас-гітара, задній вокал (1987—1991, 2000—2005)
- Ленні Кордола — гітара, задній вокал (1987—1990, 2000—2005)
- Даг Алдріч — гітара, задній вокал (1990—1991)
- Майкл Гай — гітара, задній вокал (1990—1991, 2000)
- Денніс Чік — гітара, задній вокал (1992—1993)
- Шон МакНабб — бас-гітара, задній вокал (1991—1993)
- Томмі Алдрайдж — барабани, задній вокал (1991—1993)
- Джефф Кент — бас-гітара, клавіші, задній вокал, автор пісень (2006, 2008)
- Кріс Маккарвайлл — бас-гітара, задній вокал (2005—2008, 2009—2015)
- Метт Маккенна — бас-гітара, задній вокал (2008—2009)
- Роб Марчелло — гітара, задній вокал (2009—2010)
- Томмі Денандер — гітара, клавіші, співпродюсер, автор пісень (2011)

## Дискографія
Студійні альбоми
- House of Lords — 1988 (Simmons/RCA)
- Sahara — 1990 (Simmons/RCA/BMG Music)
- Demons Down — 1992 (PolyGram)
- The Power and the Myth — 2004 (Dead Line/Frontiers)
- World Upside Down — 2006 (Frontiers)
- Come to My Kingdom — 2008 (Blistering/Frontiers)
- Cartesian Dreams — 2009 (Frontiers)
- Big Money — 2011 (Frontiers)
- Precious Metal — 2014 (Frontiers)
- Indestructible — 2015 (Frontiers)
- Saint of the Lost Souls — 2017 (Frontiers)

Збірники
- Anthology — 2008 (Cleopatra)

Концертні альбоми
- Live in the UK — 2007 (Frontiers)

Сингли
- I Wanna Be Loved — 1988 (Simmons/RCA)
- Love Don't Lie — 1988 (Simmons/RCA)
- Can't Find My Way Home — 1990 (Simmons/RCA/BMG Music)
- Remember My Name — 1990 (Simmons/RCA)
- Heart On The Line — 1991 (Simmons/RCA)
- What's Forever For — 1992 (Victory/Metronome)
- O Father — 1992 (Victory/Metronome)